# Pia Hoffmann
Pia Hoffmann (* 14. September 2006 in Bensheim) ist eine deutsche Taekwondoin und Vize-Europameisterin in der Disziplin der traditionellen Pumsae.

## Sportliche Laufbahn
Pia Hoffmann kam 2013 mit sieben Jahren zu der koreanischen Kampfkunst Taekwondo und trainiert im Taekwondo-Verein Bergstraße Bensheim bei Hans-Carsten Gauger.
2019 bestritt sie ihren ersten internationalen Wettkampf, die Belgian Open Poomsae in Hasselt, bei welchem sie im Pumsae-Einzelwettbewerb der Kadetten den dritten Platz belegte. Bei den Online-Pumsae-Weltmeisterschaften erreichte sie 2020 mit einem siebten Platz in der Vorrunde das Halbfinale, qualifizierte sich mit einem zehnten Platz in letzterem jedoch nicht für die nächste Runde. Der Wettbewerb wurde aufgrund der COVID-19-Pandemie online ausgetragen.
2022 nahm Hoffmann an den Pumsae-Weltmeisterschaften in Goyang teil, bei welchen sie mit dem Junioren-Team den fünften Platz in den traditionellen Formen erreichte.
Im Kadetten- und Juniorenbereich wurde Hoffmann insgesamt vier Mal Deutsche Meisterin, einmal Vizemeisterin und einmal Bronzemedaillengewinnerin. Zusätzlich gewann sie 2022 mit dem Freestyle-Team ihren ersten deutschen Meistertitel bei den Senioren.
Bei den 2023 in Innsbruck durchgeführten Pumsae-Europameisterschaften gewann Hoffmann eine Bronzemedaille im Einzelwettkampf der Juniorinnen. Auch gewann sie als Mitglied des gemischten Freestyle-Teams (bestehend aus fünf Teammitgliedern, dabei mindestens zwei Männer und zwei Frauen) eine Silbermedaille, gemeinsam mit ihren Teamkollegen Leah Lawall, Ana Catalina Pohl, Julius Müller und Jules Berger.
2024 nahm Hoffmann bei den Bulgaria Open in Sofia zum ersten Mal am Einzelwettkampf der Senioren teil und erreichte eine Silbermedaille in der Disziplin der traditionellen Formen. Im selben Jahr startete sie als Teil des Mixed-Freestyle-Teams bei den Pumsae-Weltmeisterschaften in Hongkong, mit welchem sie den fünften Platz im Halbfinale und letztlich den siebten Platz im Finale der besten acht erkämpfte. Ebenfalls startete sie im Pumsae-Einzelwettbewerb der Seniorinnen, bei welchem sie gegen die japanische Sportlerin Akari Shinano unterlag und somit einen 17. Platz erreichte.
Bei den Europameisterschaften in Tallinn schlug Pia Hoffmann die österreichische Sportlerin Anna Schneeberger im Halbfinale und wurde damit Vize-Europameisterin im Pumsae-Einzelwettbewerb der Damen. Außerdem gewann sie gemeinsam mit dem Freestyle-Team eine Bronzemedaille.

## Sonstiges
Hoffmann ist Diabetikerin.

## Ehrungen
- 2023: Ehrennadel in Gold - Hessische Taekwondo Union[4]
- 2024: Sportlerehrung der Stadt Bensheim[14], Leistungssport-Ehrennadel in Gold der Deutschen Taekwondo Union.[15]